# أرض الخوف (فلم)
أرض الخوف فيلم مصري من إنتاج عام 2000، من تأليف وإخراج داود عبد السيد، وبطولة أحمد زكي.
تاريخ عرض الفيلم يوافق يوم عرفة 1420 هـ.
قصة الفيلم مأخوذة عن فيلم "جوني بانكو".

## قصة الفيلم
يبدأ الفيلم بإسناد المهمة التي تحمل اسم «أرض الخوف» إلى الضابط يحيى المنقباوي (أحمد زكي)، والذي يقوم بمقتضاها بالتحول إلى تاجر مخدرات محترف والعيش بين عتاة الإجرام والمهربين بعد فصله رسمياً من جهاز الشرطة وسجنه بتهمة الرشوة. وبعد هذا الزرع الكامل عليه أن يرسل تقارير سرية تحوي تفاصيل هذا العالم موقعة باسمه الحركي «آدم»، وبمنطق الزرع الكامل مصرح له بأن يقتل ويسرق ويرتكب كل الجرائم والمحرمات وعليه أن يحمي نفسه بنفسه.
هذه هي الفرضية التي استند عليها البناء الفيلمي، تحوّل ضابط إلى مجرم بقرار من رؤسائه وبموافقته الشخصية على الانخراط في المهمة ثم التماهي بين الضابط والمجرم. بين يحيى أبو دبورة ويحيى المنقباوي، نزعة الشر المنغمسة في أعماق النفس البشرية حتى لو كان صاحبها من أخيار العالم.
تبدأ رحلة يحيى من صالة بلياردو، إلى كباريه بحثاً عن خيط يوصله بعالم تجارة المخدرات، حارساً شخصياً ثم زوجاً للراقصة رباب (صفوة) والتي تهجره حينما تعلم أنه يعمل في الإتجار بالمخدرات.
استخدام المخرج صوت يحيى كراوٍ للأحداث على شريط الصوت يدعم شكل السرد الذي اختاره، والذي يكشف عن معلومات مكثفة في ثوان قد يستلزم طرحها بصرياً دقائق عدة في حين أن نسيج الفيلم يُغزل عرضياًَ إذ أن الأحداث تشغل نحو عشرين عاماً، كما أن اسلوب الراوي يكشف عن معاناة بطلنا وإحساسه الدائم بالازدواجية والتمزق. ويزيد من هذا الإحساس وفاة اللواء مأمون الذي كلف يحيى بالمهمة، ما يجعل التقارير التي يكتبها ويرسلها بانتظام هي الشعرة الباقية التي تذكره بالمهمة القديمة بعد انخراطه الكلي في عالم الجريمة المنظمة.
إن دخول يحيى التدريجي إلى هذا العالم، وتوطيد أقدامه فيه كواحد من التجار العتاة استلزما منه أن يلوث يده بالدم، يقتل المعلم بسيوني (مخلص البحيري) فيصبح ذا مهابة ومكانة في هذا العالم الوحشي، وفي الوقت نفسه يثور داخله صراع حول اقترافه كضابط شرطة / إنسان سوي لجريمة قتل. هذه السلوكيات التي تبعده تدريجياً عن حقيقته الأولى والتي لا يكاد يتذكرها وتزداد مساحة الشك في مقابل تقلص مساحة اليقين ما يضطره للذهاب إلى البنك للاطلاع على الوثيقة القابعة في خزانة حديدية والتي مكتوب بها أنه بمهمة سرية ومصرح له بفعل أي شيء ليعود إليه وعيه المخادع.
تتصاعد الأحداث ويزداد يحيى ثراءً ونفوذاً، تتوطد علاقته بتجار المخدرات وبخاصة التاجر الكبير المعلم هدهد (حمدي غيث) الذي يمنحه الأمان داخل قلعته، ويمنحه زوجة (زينة) يتزوجها وهو غائب عن الوعي تحت تأثير المخدر. بعد أيام يسألها عن اسمها؟ تجيبه برضا كامل هناء. وليس من قبيل المصادفة أن تمنحه هذه الزوجة طفلاً.
المرأة الثالثة في حياة يحيى هي المهندسة المعمارية فريدة (فرح) التي ينجذب إليها جنسياً، بينما في حقيقة الأمر هو يبحث عن امرأة تشكل اختياراً منطقياً ليحيى الضابط الذي يكاد ينساه، مجرد خيط رفيع يذكره بحقيقته القديمة. يزداد شك يحيى في حقيقة مهمته بالتزامن مع إحكام الشرطة للحصار حوله، ورأسه أصبح مطلوباً من كبار تجار المخدرات.
يكتشف يحيى أن الرسائل التي يرسلها منذ سنوات طويلة لا تصل إلى رؤسائه، بل وصلت على سبيل الخطأ إلى موسى (عبد الرحمن أبو زهرة) موظف البريد الذي فضها وقرأ ما فيها، وعندما يذهب يحيى إلى موسى بحثا عن بصيص أمل يجده قد فارق الحياة.
بسبب إحكام الحبل حول رقبته، يكشف حقيقة مهمته لصديقه القديم وعدوه اللدود الضابط عمر (عزت أبو عوف) والذي يرأس مكتب مكافحة المخدرات، يرفض عمر تصديقه. وحينما يقر المسؤولون بحقيقة المستند، يجد يحيى نفسه وحيداً أمام حقيقته المراوغة فيشعر بالحنين لمهمة «أرض الخوف».

## طاقم التمثيل
- أحمد زكي: (الضابط يحيى المنقباوي/ آدم / يحيى أبو دبورة)
- فرح: (فريدة - زوجة يحيى)
- سامي العدل: (المعلم سعدة المنزلاوي - تاجر مخدرات)
- عزت أبو عوف: (الضابط عمر الأسيوطي)
- حمدي غيث: (المعلم هدهد عبد الرحيم - تاجر مخدرات)
- عبد الرحمن أبو زهرة: (موسى - موظف في مصلحة البريد)
- صفوة: (رباب - الراقصة وزوجة يحيى أبو دبورة)
- مخلص البحيري: (المعلم بسيوني أبو صباع)
- يسري العشماوي: (المعلم إبراهيم الحوت - تاجر مخدرات)
- أحمد كمال: (رجب أبو حسين- تاجر مخدرات)
- زينة: (هناء - زوجة يحيى أبو دبورة)
- فتحي عبد الوهاب: (عوض - أحد رجال المعلم هدهد)
- منى حسين: (عبلة)
- ثريا إبراهيم: (زوجة شنقرة)
- محمد جبريل: (المعلم هباش)
- أمين شلبي: (مأمون أبو الوفا)
- أحمد عبد الحي: (لولة)
- محمود العراقي: (المعلم خيري)
- بالأشتراك مع:-صابر حافظ -محمود الأرجنتيني-(حارس بسيوني) -محمد عبد الله -بيير سيوفي-(مدير الكباريه) -سعاد عمر -رباب-(الراقصة) -محمد عتريس -محمد الكيلاني -أميرة العرابي-(زوجة تاجر مخدرات 3) -ثريا إبراهيم-(زوجة شنقرة) -صفاء الطوخي -عصام مسعد-(طفل) -ليلى حلمي -سامح السيد -محفوظ إبراهيم -بشيرة أحمد-(زوجة تاجر مخدرات) -سامية عبد الله -مهجة عبد الرحمن-(زوجة تاجر مخدرات 2) -محمود الشنواني -ممدوح نواره -أشرف محمد -خالد بوكس -لورا-(فتاة الإستربتيز) -إبراهيم بسيوني -راندا البيشاني-(فتاة الليل) -محمد عبد السلام

## فريق العمل
- تأليف وإخراج: داود عبد السيد
- إنتاج وتوزيع: شركة شعاع
- مونتاج: عادل منير
- موسيقى تصويرية: راجح داوود
- مدير التصوير: سمير بهزان

## الجوائز
حصل فيلم «أرض الخوف» على العديد من الجوائز منها جائزة الهرم الفضي في الدورة الـ 23 لمهرجان القاهرة السينمائي الدولي كأفضل فيلم عربي وأفضل إخراج.
كما حصد الفيلم معظم جوائز الدورة الـ 27 لمهرجان جمعية نقاد وكتاب السينما المصرية، فقد حصل الفيلم على جوائز أفضل إخراج وأفضل فيلم وأفضل ممثل مساعد وأفضل ماكياج، ونال الفنان أحمد زكي جائزة أفضل ممثل عن دوره في هذا الفيلم.

## وصلات خارجية
- مقالات تستعمل روابط فنية بلا صلة مع ويكي بيانات